# Elsker dig i skjul
|  | Denne artikel er oprettet af botten Steenthbot ud fra en ekstern database. Den kan derfor have sproglige fejl eller mangler. Denne skabelon kan fjernes efter kontrol af indholdet. |

Elsker dig i skjul er en dansk filmskolefilm fra 2021 instrueret af Teys Schucany.

## Handling
Tore og Rasmus har været kærester i årevis - men i al den tid, de har været sammen, har Rasmus hemmeligholdt deres parforhold for sin omverden, sit arbejde, sine venner og sin søster. Vi følger Rasmus gennem et dokumentarhold i tiden op til, at han har besluttet sig for at gøre op med hemmelighederne og springe ud over for sin omverden. Undervejs udsætter dokumentarholdet Rasmus og Tore for en række eksperimenter, som bliver optaget i et studie, hvor de bliver konfronteret med deres skam og finder ud af, hvor slidt deres parforhold er blevet som konsekvens af, at Rasmus i så lang tid har holdt det hemmeligt. Det viser sig, at hemmelighederne ikke bare har slidt på ham selv og deres relation, men også på Tores mentale helbred.

## Medvirkende
- Mathias Rahbæk
- Emil Blak Olsen